# Will Patton
William Rankin Patton (Charleston, Carolina del Sur; 14 de junio de 1954), más conocido como Will Patton, es un actor estadounidense de cine, televisión y teatro.

## Vida y carrera
Su padre, Bill Patton, era dramaturgo, instructor de actuación y dirección y además ministro luterano. Su madre se llamaba Jan Patton. Patton asistió para ser actor a la Escuela de Artes de Carolina del Norte. Además del teatro, también apareció en cine y televisión.
Aparte de haber participado en Armageddon (1998), Patton también trabajó en películas como Fled, Copycat y Entrapment. Entre 2011 y 2015 interpretó el papel del coronel Dan Weaver en la serie de TNT Falling Skies.

## Filmografía

### Cine y televisión
- Universidad estatal (1981) ... Peter
- King Blank (1983) ... Cliente del bar
- Desperately Seeking Susan (1985) ... Wayne Nolan
- No way out (1987) ... Scott Pritchard
- Deadly Desire (1991) (TV) .... Giles Menteer
- Lincoln and the War Within (1992) (TV) .... Leland Ward
- The Paint Job (1992) .... Wesley
- Midnight Edition (1993) .... Jack Travers
- Tollbooth (1994)... Dash Pepper
- Secreto judicial (1994)... Alan Warwick
- El cliente (1994).... Sargento Hardy
- Copycat (1995).... Nicoletti
- The Postman (1997) ... General Bethlehem
- Inventing the Abbotts (1997) .... Lloyd Abbott
- O.K. Garage (1998) ... Sean
- I Woke Up Early the Day I Died (1998) ... Predicador
- Armageddon (1998) ... Charles 'Chick' Chapple
- Entrapment (1999) ... Hector Cruz
- Breakfast of Champions (1999) ... Moe el camionero
- 60 segundos (2000)
- Remember the Titans (2000) ... Bill Yoast
- The Mothman Prophecies (2002) .... Gordon Smallwood
- The Last Ride (2004) (TV) .... Aaron Purnell
- The Punisher (2004) .... Quentin Glass
- Family Sins (2004) (TV) .... Philip Rothman
- Into the West (2005) (miniserie TV) .... James Fletcher
- Road House 2: Last Call (2006) (TV) .... Nate Tanner
- The Way (2006) (TV)
- Numb3rs .... Teniente Gary Walker / ... (serie; 4 episodios, 2006-2007)
- Dog Days of Summer (2007) .... Eli Cottonmouth
- A Mighty Heart (2007) .... Randall Bennett
- The List (2007) .... Harriston
- Code Name: The Cleaner (2007) .... Riley
- Waking Madison (2008)
- Lucky Days (2008) .... J.C.
- The Canyon (2008) .... Henry
- The Loss of a Teardrop Diamond (2008) .... Old Man Dobyne
- American Violet (2008) .... Sam Conroy
- Wendy and Lucy (2008) .... Mechanic
- The Fourth Kind (2009)
- 24 season 7 [Allan Wilson]	(2009)
- Princess Kaiulani (2009) .... Sanford B. Dole
- Falling Skies (2011-2015) (TV).... Daniel Weaver
- The Girl (2013)
- The November Man (2014) .... Perry Weinstein
- Halloween (2018) .... Deputy Frank Hawkins
- Legado de violencia (2019) .... Stephen Davis
- Blood on Her Name (2019) .... Richard Tiller
- Swamp Thing (2019) .... Avery Sunderland
- Minari (2020)
- Halloween Kills (2021)
- The Devil Below (2021)
- Safe Short by IAN BARLING (2021)
- The Forever Purge (2021)
- Halloween Ends (2022)
- Minari.Historia de mi familia (2022)
- Outer Range (2022-2024) (TV).... Wayne Tillerson
- Silo (2023)
- Horizon: An American Saga - Capítulo 1 (2024)[1]
- Horizon: An American Saga - Capítulo 2 (2024)[1]